# Андри Раџоелина
Андри Нирина Раџоелина (малајс. Andry Rajoelina, Анцирабе, 30. мај 1974), председник је Мадагаскара од 19. јануара 2019. године, на чијем месту је наследио претходника Риву Ракотоваа. У периоду између 2007. и 2009. године био је градоначелник главног града Антананариво.